# معجم ما استعجم
معجم ما استُعجِم من أسماء البلاد والمواضع هو معجم لغوي جغرافي ألفه أبو عبيد البكري وذكر فيه جملة ما ورد في الحديث والأخبار، والتواريخ والأشعار، من المنازل والديار، والقرى والأمصار. ويذكر ما بها من معالم ومشاهد، والجبال والآثار، والمياه والآبار، والدارات والحرار، منسوبة محددة ومبوبة على حروف المعجم. ويُعدُ مفيداً للحقل الجغرافي وللثقافة العربية.

## سبب تأليفه
ألَّف البكري هذا المعجم، بسبب كثرة أسماء الأماكن التي ترد في الأحاديث والأشعار والسير والتواريخ وما لحق بها من تحريف. وقد أستفاد البكري في معجمه من كتاب «صفة جزيرة العرب» ليعقوب بن داود الهمداي اليمني المتوفي سنة 334 هجرية، حيث نقل عنه البكري وأستند إليه خاصة عند الشك في شيء ما. والبكري في معجمه يضبط الكلمات بالعبارة لا بالحركات ولولا ذلك لأختل المعجم وضاعت قيمته.

## وصفه
هذا الكتاب ليس من المعاجم العامة للبلدان، إنما هو معجم لغوي دقيق من الناحية اللغوية والنحوية والصرفية. وقد ورد فيه أسماء لبلدان وأماكن لم ترد في معجم البلدان لياقوت الحموي.
والمعجم قليل التفاصيل للبلد الذي يذكره، فقد حدد البكري غرضه من تأليفه للمعجم بأنه معجم لغوي بحت يقوم على الضبط وتصحيح الأسماء أولا، وهو قلما يذكر التفاصيل الجغرافية كما في معجم البلدان.
يعاب على النسخة التي كتبها البكري ترتيبه الخاطئ للحروف كما يعاب عليها أيضا أن ترتيب الكلمات يكون حسب الحرفين الأول والثاني الأصليين من الكلمة دون النظر إلى ترتيب ما بعدها من الحروف وإذا كان الحرف الثاني ألفا زائدة كما في كلمة صاحب لم ينظر إليه وأعتبر الحرف الثاني ما بعد الألف فيضطر الباحث عن كلمة معينة تقليب صفحات المعجم في هذا الحرف ليجد ما يريد بالمصادفة. وقد قام الدكتور مصطفى السيد المدرس بكلية الآداب بجامعة فؤاد الأول بإعادة ترتيب حروف المعجم بشكل صحيح.